# Patof en Chine
 (avril 2025).
Motif : Absence de sources
- Archive Wikiwix
- Bing
- Cairn
- DuckDuckGo
- E. Universalis
- Gallica
- Google
- G. Books
- G. News
- G. Scholar
- Persée
- Qwant
- (zh) Baidu
- (ru) Yandex
- (wd) trouver des œuvres sur Wikidata

| 1. | Préciser le motif de la pose du bandeau. | Précisez le motif de la pose du bandeau en utilisant la syntaxe suivante : {{admissibilité à vérifier\|date=avril 2025\|motif=remplacez ce texte par le motif}}                     |
| 2. | Informer les utilisateurs concernés.     | Pensez à avertir le créateur de l'article, par exemple, en insérant le code ci-dessous sur sa page de discussion : {{subst:avertissement admissibilité à vérifier\|Patof en Chine}} |

Patof en Chine est le deuxième album de la série de bande dessinée Patof, créée par Gilbert Chénier (scénario) et Georges Boka (dessin). 
L'album a été publié en décembre 1974, puis réédité l'année suivante avec une couverture différente, illustrée par François Ladouceur.

## Synopsis
Dans cette deuxième grande aventure, le célèbre clown Patof et son fidèle chien Boulik se préparent à embarquer dans un avion à destination de Moscou. Cependant, par erreur, ils montent à bord d'un avion qui se dirige vers Pékin. Ils se retrouvent ainsi plongés dans une étrange histoire d'espionnage au pays de la Grande Muraille. Le général Hi-Se-Yen et son aide de camp, le camarade Ha-Yoï, sont déterminés à récupérer la mallette qui a été échangée par erreur avec celle de Patof lors du voyage, car elle renferme des documents ultra-secrets!

## Publicité
« Patof, agent secret malgré lui, raconte ses aventures en Chine maoïste dans un album qui vous étonnera par sa qualité. Vous y verrez comment Patof, d'abord soupçonné du vol de documents importants, échappe aux recherches des militaires pour, finalement être décoré par ses poursuivants. Vous y découvrirez aussi la Cité interdite, la Place Tian'anmen, la Grande Muraille et d'autres aspects de la vie chinoise. »